# 华坪街道
华坪街道，是中华人民共和国四川省绵阳市江油市曾经下辖的一个街道。位于上海市闵行区南部。1960年建闵行镇街道，1963年改名为浦东街道，1982年建华坪路街道。1997年，面积8.9平方千米，人口4.8万，辖14个居委会。境内商业网点密布。辖北街、河东、华江新村第一、华江新村第二、高华新村第二、高华新村第三、东风新村第一、东风新村第三、新闵新村、沧源新村第一、沧源新村第二、沧源新村第三、兰坪新村第一、兰坪新村第二等14个居委会。
2019年12月，撤销华坪街道，将原华坪街道银河社区、君山社区划归厚坝镇管辖，原华坪街道双马社区所属行政区域划归二郎庙镇管辖。

## 行政区划
华坪街道下辖以下地区：
君山社区、银河社区和双马社区。